# Álvaro Gil Varela
Álvaro Gil Varela (Lugo, 1905 - Madrid, 2 de octubre de 1980) fue un empresario y filántropo gallego, además de doctor en Ciencias Naturales por la Universidad de Berlín e ingeniero de Montes.

## Biografía
Durante su juventud participó en la redacción de la revista Ronsel, publicada en Lugo y dirigida por Evaristo Correa Calderón. 
Fue ayudante de Montes de la Diputación provincial de Pontevedra en 1929. Amplió estudios en Francia e Italia sobre técnicas de pastos. Estuvo alojado en la Residencia de Estudiantes. A partir de 1931 trabajó y colaboró con el doctor Gallastegui en genética animal, en el seno de la Misión Biológica de Galicia. Amplió estudios en Alemania en 1934. 
Vinculado con el galleguismo republicano, formó parte del Partido Galeguista y estuvo encarcelado durante la guerra civil. Desposeído de sus títulos académicos, en 1939 entró en contacto con la empresa Zeltia, en la que ocuparía cargos directivos. También participó en la gestión de Transfesa a partir de 1943. 
En el campo de la cultura mantuvo una intensa labor de mecenazgo, ayudando a fundar y desarrollar la Editorial Galaxia, aportando valiosas colaboraciones económicas y artísticas a la Fundación Penzol y haciendo numerosos depósitos en el Museo Provincial de Lugo entre 1955 y 1980. Entre estos últimos se cuentan obras pictóricas y piezas de incalculable valor, como el torques de oro de Burela, valorado en varios cientos de millones de pesetas, y el carnero alado de Ribadeo, además de brazaletes, arracadas y pulseras de oro de tradición celta. Una reciente sentencia judicial ha dado la razón a sus herederos, que reclamaban la reversión de dichos depósitos.
También ayudó económicamente a varios escritores y artistas gallegos que atravesaban períodos difíciles, como es el caso de Ricardo Carballo Calero, que en el año 1950 pasó a trabajar en el Colegio Fingoy de Lugo, en el que ejerció como consejero delegado, pues no estaba autorizado para ser director. 
En el año 1950 se hace construir un chalet en la Avenida Rodríguez Mourelo de Lugo, con proyecto del arquitecto galleguista Manuel Gómez Román, donde pasa temporadas de verano y en cuyo interior aloja una parte de la que se considera mejor colección privada de obras de arte existente en Galicia. Esta colección cuenta con obras maestras de la pintura gallega contemporánea y de la pintura clásica española. 
También fue miembro de honor de la Real Academia Gallega y miembro de la Academia de Bellas Artes de San Fernando. Fue distinguido con el Pedrón d'Ouro, que otorga anualmente el patronato del mismo nombre, en la casa donde vivió y murió Rosalía de Castro, en Padrón (La Coruña) y fue nombrado Hijo Predilecto de la ciudad de Lugo.